# Longicoelotes senkakuensis
Longicoelotes senkakuensis is een spinnensoort in de taxonomische indeling van de nachtkaardespinnen (Amaurobiidae).
Het dier behoort tot het geslacht Longicoelotes. De wetenschappelijke naam van de soort werd voor het eerst geldig gepubliceerd in 2000 door Shimojana.